# 1638
1638 (MDCXXXVIII) byl rok, který dle gregoriánského kalendáře započal pátkem.

## Události
- první čaj v Moskvě – darem carovi od mongolského chána

### Probíhající události
- 1568–1648 – Nizozemská revoluce
- 1568–1648 – Osmdesátiletá válka
- 1618–1648 – Třicetiletá válka
- 1635–1659 – Francouzsko-španělská válka
- 1636–1638 – Pequotská válka

## Narození

#### Česko
- 07. ledna – Kristián Gottfried Hirschmentzel, historik, kněz, spisovatel, filozof († 26. února 1703)
- 06. února – Jan Ignác Dlouhoveský z Dlouhé Vsi, český spisovatel († 10. ledna 1701)
- 04. března – Jan Jiří Marek Clary-Aldringen, šlechtic italského původu († 21. dubna 1700)
- neznámé datum
  - Antonín Pankrác Gallas, šlechtic a plukovník († 27. června 1695)

#### Svět
- 01. ledna – Go-Sai, japonský císař († 22. března 1685)
- 07. ledna – Marie Alžběta Brunšvicko-Wolfenbüttelská, německá šlechtična († 15. února 1687)0
- 11. ledna – Niels Stensen, dánský katolický kněz a přírodovědec († 5. prosince 1686)
- 12. ledna – Ernst Rüdiger von Starhemberg, rakouský polní maršál († 4. ledna 1701)
- 23./28. března – Frederik Ruysch, nizozemský anatom a botanik († 22. února 1731)
- 22. dubna – Carlo Fontana, italský barokní architekt a sochař švýcarského původu († 5. února 1714)
- 13. května – Richard Simon, francouzský katolický kněz, hebraista a orientalista († 11. dubna 1712)
- 02. června – Henry Hyde, 2. hrabě z Clarendonu, anglický státník a dvořan († 31. října 1709)
- 14. července – Antonio Franchi, italský malíř a teoretik umění baroka († 18. července 1709)
- 29. června – Heinrich Meibom, německý lékař († 26. března 1700)
- 06. srpna – Nicolas Malebranche, francouzský teolog a vědec († 13. říjen 1715)
- 05. září – Ludvík XIV., veliký francouzský král (řečený Král slunce) († 1. září 1715)
- 10. září – Marie Tereza Habsburská, manželka Ludvíka XIV. († 30. července 1683)
- 31. října – Meindert Hobbema, nizozemský malíř, krajinář († 7. prosince 1709)
- 25. listopadu – Kateřina z Braganzy, anglická královna († 30. listopadu 1705)
- neznámé datum
  - James Gregory, skotský matematik a astronom († 1675)

## Úmrtí

#### Česko
- 03. dubna – Ladislav Velen ze Žerotína, komoří krále Fridricha Falckého (* 7. prosince 1579)
- 25. července – Šťastný Václav Pětipeský z Chýš a Egrberku, rytíř a člen Jednoty bratrské (* 1582)
- 24. srpna – Adam z Valdštejna, český šlechtic, nejvyšší pražský purkrabí (* 1569/1570)
- 18. září – Matěj Ondra z Leskovce, zbojník (* ?)
- neznámé datum
  - Jaroslav Sezima Rašín z Rýzmburka, šlechtic (* kolem 1580)
  - Georg Flegel, malíř období manýrismu a raného baroka (* 1566)

#### Svět
- 28. března – Marie Touchetová, jediná milenka francouzského krále Karla IX (* 1549)
- 13. dubna – Henri II. de Rohan, francouzský vojevůdce, přední vůdce hugenotů (* 25. srpna 1578)
- 06. května – Cornelius Jansen, nizozemský římskokatolický duchovní a teolog (* 28. října 1585)
- 20. června – Ippolita Trivulzio, italská šlechtična, manželka Honoré II. a monacká kněžna (* 1600)
- 27. června – Cyril Lukaris, řecký pravoslavný duchovní (* 13. listopadu 1572)
- 05. srpna – Peter Minnewitt, guvernér Nového Holandska (* 1580)
- 12. srpna – Johannes Althusius, německý filozof (* 1563)
- 22. srpna – Simon Ardé, vlámský barokní malíř (* 1594)
- 26. srpna – Bayram Paša, osmanský velkovezír a guvernér Egypta (* ?)
- 28. srpna – Baltasar Marradas, španělský šlechtic a maršál (* 28. listopadu 1560)
- 09. září – Johann Heinrich Alsted, německý teolog a filozof (* 1588)
- 14. září – John Harvard, donátor Harvardovy univerzity (* 26. listopadu 1607)
- 26. září – Joachim Mencelius, evangelický kazatel (* 28. prosince 1586)
- 04. října – František Hyacint Savojský, savojský vévoda (* 14. září 1632)
- 14. října – Gabriello Chiabrera, italský básník a libretista (* 18. července 1552)
- 21. října – Willem Blaeu, nizozemský kartograf a spisovatel (* 1571)
- 09. listopadu – Johann Heinrich Alsted, německý protestantský teolog, filozof a encyklopedista (* březen 1588)
- 11. listopadu – Cornelis van Haarlem, holandský malíř a kreslíř (* 1562)
- 16. listopadu – Edward Cecil vikomt z Wimbledonu, anglický vojevůdce a vrchní velitel anglického loďstva (* 29. února 1572)
- 10. prosince – Ivan Gundulić, dubrovnický básník (* 5. ledna 1589)
- 13. prosince – Kateřina Švédská, matka švédského krále Karla X. Gustava (* 10. listopadu 1584)
- 18. prosince – François-Joseph Le Clerc du Tremblay, šedá eminence kardinála Richelieua (* 4. listopadu 1577)
- neznámé datum
  - leden – Adriaen Brouwer, vlámský malíř (* asi 1605)
  - Pieter Brueghel mladší, vlámský malíř (* 1564)

## Hlavy států
- Anglie – Karel I. (1625–1649)
- Francie – Ludvík XIII. (1610–1643)
- Habsburská monarchie – Ferdinand III. (1637–1657)
- Osmanská říše – Murad IV. (1623–1640)
- Polsko-litevská unie – Vladislav IV. Vasa (1632–1648)
- Rusko – Michail I. (1613–1645)
- Španělsko – Filip IV. (1621–1665)
- Švédsko – Kristýna I. (1632–1654)
- Papež – Urban VIII. (1623–1644)
- Perská říše – Safí I.